# Helianthus radula
Helianthus radula là một loài thực vật có hoa trong họ Cúc. Loài này được (Pursh) Torr. & A.Gray mô tả khoa học đầu tiên năm 1842.